# Polla crestada
La polla crestada (Gallicrex cinerea) és una espècie d'ocell de la família dels ràl·lids (Rallidae) i única espècie del gènere Gallicrex. Habita zones humides d'Àsia meridional, des del Pakistan, Sri Lanka i l'Índia, pel centre i est de la Xina, Hainan i sud del Japó, fins al Sud-est Asiàtic, i les illes Maldives, Andaman, Nicobar, Grans de la Sonda, Filipines i Ryukyu.